# Duels en familles
 (signalé en août 2025).
Si vous disposez d'ouvrages ou d'articles de référence ou si vous connaissez des sites web de qualité traitant du thème abordé ici, merci de compléter l'article en donnant les références utiles à sa vérifiabilité et en les liant à la section « Notes et références ».
- Archive Wikiwix
- Bing
- Cairn
- DuckDuckGo
- E. Universalis
- Gallica
- Google
- G. Books
- G. News
- G. Scholar
- Persée
- Qwant
- (zh) Baidu
- (ru) Yandex
- (wd) trouver des œuvres sur Wikidata

Duels en familles est un jeu télévisé français créé en 2022 par Cyril Féraud et produit par CyrilProd et A Prime Group (Cyril Féraud et Dominique Ambiel). Il est animé par Cyril Féraud, et succède à Des chiffres et des lettres du lundi au vendredi.

## Historique et diffusion
Duels en familles est diffusé à l'antenne de France 3 depuis août 2022, remplaçant Des chiffres et des lettres présenté par Laurent Romejko en semaine (cette dernière n'étant alors plus diffusé qu'en fin de semaine jusqu'à son arrêt en juillet 2024).
Duels en familles est diffusé du lundi au vendredi à 16 h 10 (16 h 45 du 4 septembre 2023 au 4 juillet 2025 puis 17H20 à partir du 1er septembre 2025) et est présenté par Cyril Féraud, également présentateur depuis septembre 2024 tous les jours à midi du jeu de culture générale Tout le monde veut prendre sa place (France 2), et anciennement de Slam (de 2009 à 2024, sur France 3).

## Déroulement
Deux équipes/familles de quatre candidats, chacune d'une région différente, s'affrontent au cours de différents jeux de culture générale durant toute une semaine, du lundi au vendredi.

### Manche 1
- Du 29 août 2022 au 1 septembre 2023, les deux équipes au complet jouent autour d'un thème, soit imposé, soit choisi par l'une des équipes. L'animateur pose dix questions de rapidité (questions ouvertes, pendus, anagrammes,...), auxquelles les candidats des deux familles répondent au buzzer. Chaque bonne réponse rapporte 1 point. Les familles peuvent marquer 10 points au maximum.

- Depuis le 4 septembre 2023, les deux équipes jouent tour à tour. Chacun des membres de la famille répond à une question avec ou sans propositions. Il n'y a plus de thème dans cette manche. Si le barème reste le même, les familles peuvent désormais empocher jusqu'à 4 points.

- L'équipe qui a marqué le plus de points remporte le duel. En cas d'égalité, les deux équipes sont déclarées gagnantes du duel.

### Manche 2
- Du 29 août 2022 au 1er septembre 2023, deux candidats par équipe jouent autour d'un thème, soit imposé, soit choisi parmi deux par l'une des familles. Chaque duo répond à six questions, avec soit trois propositions de réponse communes, soit un indice, avec 5 secondes de réflexion pour chacune. Une bonne réponse vaut cette fois 2 points, pour un maximum de 12 points en jeu en cas de sans-faute.

- Depuis le 4 septembre 2023, la manche 2 se découpe en deux phases. Les deux duos de candidats jouent d'abord avec une liste de 6 propositions, associées à des questions ou à un thème. Chaque duo joue avec trois propositions en alternance. Le processus est ensuite répété dans la seconde phase, cette fois avec 6 images, et avec l'ordre de jeu inversé.
- Depuis le 13 novembre 2023, la 6ème proposition dans chacune des deux phases est une proposition ou image mystère (caché jusqu'à ce qu'une équipe le choisisse), qui vaut 4 points. Le score maximal possible passe de 12 à 16 points pour cette manche.
- Comme précédemment, l'équipe qui a marqué le plus de points dans la manche remporte le duel. En cas d'égalité, les deux équipes marquent le même nombre de points et remportent le duel dans la manche.

### Manche 3
- Un candidat joue par équipe. Ces deux candidats s'affrontent sur le thème du jour. Du lundi au jeudi, le thème est imposé, tandis que le vendredi, la famille qui a gagné le plus de duels dans la semaine le choisit parmi deux proposés. Les questions peuvent adopter différentes formes dans cette manche: des anagrammes, des questions ouvertes, de l'orthographe, etc... ; et les candidats soit s'affrontent au buzzer, soit répondent chacun à leur tour à une question. Chaque bonne réponse vaut 3 points.
- Une fois de plus, le duel est gagné par l'équipe qui a marqué le plus de points dans la manche. En cas d'égalité, le duel est gagné par les deux équipes qui marquent le même nombre de points dans la manche.

### Finale
L'équipe qui a marqué le plus de points au cours des trois duels prend part à la finale du jour. Pour chaque duel remporté dans la première partie de l'émission, elle démarre avec un palier déjà franchi sur l'échelle des gains (voir plus bas). La somme associée au dernier de ces paliers (jusqu'au troisième) est garantie pour l'équipe.
Les quatre candidats ont une minute et trente secondes pour répondre à une série de questions sans propositions posées par l'animateur, sur un thème choisi par le capitaine de l'équipe parmi trois. Ils doivent répondre à une question chacun à leur tour sans possibilité de consulter leurs coéquipiers. Une bonne réponse fait monter l'équipe d'un palier sur l'échelle des gains, tandis qu'une mauvaise la fait redescendre d'un palier (requérant alors une bonne réponse supplémentaire pour atteindre la somme maximale). Les questions deviennent de plus en plus difficiles à mesure que l'équipe progresse sur l'échelle des gains.
Si l'équipe parvient à atteindre le dernier palier avant la fin du temps imparti, elle remporte la somme maximale en jeu. Sinon, elle remporte la somme du palier qu'elle a atteint à la fin du chronomètre.
Le vendredi, l'équipe gagnante joue pour 5 000 € au lieu de 2 000, mais la finale est plus difficile. Il faut en effet franchir non pas huit, mais douze paliers pour atteindre la somme maximale. L'équipe dispose par contre de deux minutes (au lieu d'une minute et trente secondes) pour y parvenir.

#### Paliers (du lundi au jeudi)
| 1     | 2     | 3     | 4     | 5     | 6     | 7     | 8       |
| 100 € | 200 € | 300 € | 400 € | 500 € | 600 € | 800 € | 2 000 € |
| ----- | ----- | ----- | ----- | ----- | ----- | ----- | ------- |

#### Paliers du vendredi
| 1     | 2     | 3     | 4     | 5       | 6       | 7       | 8       | 9       | 10      | 11      | 12      |
| 200 € | 400 € | 600 € | 800 € | 1 000 € | 1 250 € | 1 500 € | 2 000 € | 2 250 € | 2 500 € | 3 000 € | 5 000 € |
| ----- | ----- | ----- | ----- | ------- | ------- | ------- | ------- | ------- | ------- | ------- | ------- |

### Gains
Le gain maximum possible est de 13 000 € (4 x 2 000 € (du lundi au jeudi) + 5 000 € (vendredi)) si une famille joue les cinq finales de la semaine.